# Слободан Г. Марковић
Слободан Г. Марковић (Београд, 16. децембар 1972) јесте српски историчар, политички антрополог и универзитетски професор.

## Биографија
Основне академске студије историје је завршио на Филозофском факултету Универзитета у Београду (УБ) 1997. године. Три године доцније је магистрирао философију из историјских студија на Универзитету Кембриџ у Уједињеном Краљевству, а докторирао на Универзитету у Београду (2004). Био је гостујући сарадник на Лондонској школи економије и политичких наука 2005, 2007. и 2010. Године 2004. је докторирао на Факултету политичких наука (УБ). 
На Факултету политичких наука Универзитета у Београду почео је да ради као доцент од 2005, а од 2014. је у звању редовног професора за предмете „Политичка антропологија“, на основним студијама, и „Слика другог“ и "Политичка историја југоисточне Европе" на мастер студијама. Ради и у Институту за европске студије у Београду од 2002. године. Од 2016. организује периодичне конференције о теми Психоанализа и култура. 
Члан је Крунског савета. 
Генерални је секретар Англо-српског друштва од оснивања 1998. Руководилац Центра за британске студије на Факултету политичких наука. 
Ожењен је Гаљином Огњанов, редовном професорком на Економском факултету Универзитета у Београду.

## Дела

### Одабрани радови
- ,  (Paris: Dialogue, 2000).
- , „Чигоја“, Београд 2004.
- Слободан Г. Марковић (уредник), Европска унија и западни Балкан после великог проширења, Институт за европске студије, Београд 2005 / Slobodan G. Markovich (editor), European Union and the Western Balkans after the Big Enlargement, Belgrade 2005.
- , „Досије“, Београд 2004.
- Слободан Г. Марковић, Гроф Чедомиљ Мијатовић. Викторијанац међу Србима, „Досије“ и Правни факултет Универзитета у Београду, Београд 2006.
- Гроф Чедомиљ Мијатовић, Успомене балканског дипломате (превео и приредио Слободан Г. Марковић), Радио-телевизија Србије, Београд 2008.
- Слободан Г. Марковић, Песимистичка антропологија Зигмунда Фројда, Досије, Београд 2014.
- Жарко Требјешанин и С. Г. Марковић (ур.), Актуелност Фројдове мисли, Институт за европске студије и Информатика, 2016.
- Г. Јовановић и С. Г. Марковић (ур.), Ψ и култура II, Факултет политичких наука и Институт за европске студије, Београд 2018.
- Slobodan G. Markovich (ed.), British-Serbian Relations from the 18th to the 21st Centuries, FPS and Zepter Book World, Београд 2018.
- Slobodan G. Markovich (ed.), Freemasonry in Southeast Europe from the 19th to the 21 Centuries, IES and Zepter Book World, Београд 2020.

### Студије
- , „“, Balcanica, vol. 40 (2009) стр. 93-145.
- Slobodan G. Markovich, “Patterns of National Identity Development among the Balkan Orthodox Christians during the Nineteenth Century”, Balcanica 44 (2013), pp. 209-254.
- Slobodan G. Markovich, „Anglo-American Views of Gavrilo Princip”, Balcanica, vol. 46 (2015), pp. 273-314.
- Slobodan G. Markovich, “British-Serbian Cultural and Political Relations 1784-1918”, in Slobodan G. Markovich (ed.). British-Serbian Relations from the 18th to the 21st Centuries. Belgrade: Faculty of Political Science and Zepter Book World. 2018. стр. 13—117..
- Slobodan G. Markovich, “Eleutherios Venizelos, British Public Opinion and the climax of Anglo-Hellenism (1915-1920)”, Balcanica, vol. (2018).